# Bromkamfer
Bromkamfer (Camphora monobromata) är en kemisk förening mellan brom och kamfer med kemisk formel  C10H15BrO.
Bromkamfer utgörs av färglösa, nålformade kristaller eller kristalliniska fjäll med om kamfer erinrande lukt och smak. Lukten påminner även om terpentin.. Kristaller är nästan olösliga i vatten.  Bromkamfer användes tidigare medicinskt som lugnande medel.  Användes vid andnöd, migrän, hysteriska och epileptiska anfall och även som motgift vid strykninförgiftning.